# Augustin Louis de Ximénès
Pour les articles homonymes, voir Ximenes (homonymie).
Augustin-Louis, marquis de Ximénès, né à Paris le 28 février 1728 et mort le 1er juin 1817, est un poète et auteur dramatique français.

## Biographie
Issu d'une famille aragonaise, il commença sa carrière dans l'armée, où il entra dans les mousquetaires gris, puis dans les gendarmes de Flandre. Devenu aide de camp du maréchal de Saxe, il combattit à son côté à la bataille de Fontenoy, puis se retira du service avec le grade de mestre de camp. 
Ximénès fit représenter sa première tragédie, Selim, en 1746. La deuxième, Épicaris, ou la Mort de Néron, fut sifflée à outrance et n'eut qu'une seule représentation. La troisième, Amalazonte, n'eut pas plus de succès et lui valut cette épigramme imitée de Boileau : « Après Épicaris / Les ris ; / Après Amalazonte / La honte. » L'échec de Dom Carlos, qu'il fit représenter à ses frais à Lyon en 1761, mit fin à sa carrière théâtrale. 
Connu pour ses mœurs relâchées et pour ses bonnes fortunes, il était non moins réputé pour sa laideur et son extraordinaire malpropreté. S'étant gagné la bienveillance de Voltaire, il se faisait recevoir familièrement à Ferney, jusqu'au jour où Ximénès lui déroba le manuscrit de son Histoire de la guerre de 1741. Voltaire consentit néanmoins à le recevoir de nouveau, quelques années plus tard, à la condition qu'il signerait pour lui un pamphlet contre Rousseau. Ce pamphlet passa longtemps pour être de Ximénès.
En 1768, il épousa Angélique Honorée Jourdan, fille de l'auteur Jean-Baptiste Jourdan.
Il se disait partisan de la Révolution et prit pendant la Terreur le nom de doyen des poètes sans-culottes, qu'il changea plus tard en celui de doyen des poètes tragiques. Poète de circonstance, il publia successivement des vers pour la République, pour Bonaparte, qui lui fit une pension, et pour Louis XVIII, qui lui remit la croix de Saint-Louis. Pendant sa longue carrière, il se porta continuellement, mais en vain, candidat à l'Académie française.
Augustin-Louis de Ximénès est l'auteur de l'expression « la perfide Albion ». Elle figure dans son poème L'Ère des Français, paru en 1793, où l'on trouve ce vers : « Attaquons dans ses eaux la perfide Albion ! ».

## Publications
Poésie
- Les Lettres ont autant contribué à la gloire de Louis XIV qu'il avoit contribué à leurs progrès, poème (1750)
- Lettres portugaises en vers (1759)
- César au sénat romain (1759)
- Poème sur l'amour des lettres  (1769)
- Discours en vers, à la louange de M. de Voltaire, suivi de quelques autres poésies et précédé d'une lettre de M. de Voltaire à l'auteur (1784)
- Codicille d'un vieillard, ou Poésies nouvelles (1792)
- Choix de poésies anciennes ou inédites (1806)
- Aux mânes de Voltaire (1807)
- Stances sur le mariage de Napoléon, empereur des Français et roi d'Italie, avec l'archiduchesse Marie-Louise d'Autriche (s. d.)

Théâtre
- Selim, tragedie, Paris, Théâtre de Monsieur, 8 décembre 1746
- Épicaris, ou la Mort de Néron, tragédie, Paris, Théâtre-Français, 2 janvier 1752 Manuscrit en ligne
- Amalazonte, tragedie, Paris, Théâtre-Français, 30 mai 1754
- Dom Carlos, tragédie en 5 actes et en vers, théâtre de Lyon, 5 mai 1761

Varia
- Électre vengée, ou Lettre sur les tragédies d'Oreste et d'Électre (1750)
- Lettre à monsieur Rousseau sur l'effet moral des théâtres (1758) Texte en ligne
- Le Péché originel, ou Réponse d'un rabbin aux doutes de la belle Allemande, traduite par elle-même (1759)
- L'Examen impartial des meilleures tragédies de Racine (1768)
- De l'Influence de Boileau sur l'esprit de son siècle (1787)
- Mon testament, en vers et en prose (1787)
- Nunc dimittis d'un vieillard (1810)

## Sources
- Pierre Larousse, Grand Dictionnaire universel du XIXe siècle, vol. XV, 1876, p. 1401.